# Règle pastorale
La Règle pastorale (Regula Pastoralis ou Liber Regulae Pastoralis en latin) est un traité sur les responsabilités du clergé rédigé par le pape Grégoire Ier entre 590 et 591. Le texte initial était adressé à Jean, évêque de Ravenne, en réponse à ses demandes de renseignements concernant les devoirs et obligations du clergé, et Grégoire le révisa quelque peu par la suite.  

## Résumé du contenu
Le premier livre est consacré à la figure du pasteur, appelé le plus souvent recteur mais aussi sacerdos, prédicateur, docteur ou praepositus. Le pasteur a une grande responsabilité, celle du soin des âmes, qui est l'art des arts, et le salut des subordonnés dépend de lui. 
Le deuxième livre, De vita pastoris, est consacré au régime de ceux qui gouvernent les autres. Le pasteur a besoin de trois vertus : discrétion, compassion et humilité. L'auteur présente un système intégré, à la fois pour le salut du troupeau et pour le salut du berger. 
Le troisième livre, le plus long, concerne principalement le clergé et traite de la prédication. Celle-ci doit être adaptée en fonction de l'audience. L'art de prêcher ne doit pas appartenir à une « classe » de prédicateurs, mais à chaque recteur et s'adapter ; il va jusqu'à  distinguer 40  catégories  de situations  différentes  dans  lesquelles peuvent se trouver les fidèles.  
Le quatrième livre est une conclusion et raconte l'histoire du recteur qui, revenant à la raison, regrette ce qu'il n'a pas fait, sans se vanter de ce qu'il a fait et permis.  

## Influence et postérité
Le patriarche d'Antioche, à la demande de l'empereur byzantin Maurice, traduit le livre en grec. Puis il va connaître une grande influence tout au long du Moyen Âge. Déjà Alcuin, à la fin du VIIIe siècle, le présente comme un manuel de prédication et un guide nécessaire pour les  évêques. Il a été emmené en Angleterre par le missionnaire de Grégoire Augustin de Cantorbéry où, 300 ans plus tard, il est traduit et paraphrasé en saxon occidental à la demande du roi Alfred le Grand, qui semble avoir envoyé une copie à chaque évêque de son royaume. Certains conciles locaux obligent les clercs à en posséder un exemplaire, et il aura une riche postérité dans le droit canon.

## annexe